# 重庆市历史名园列表
重庆市历史名园是重庆市辖区内建成50年以上，知名度高且具有突出的历史文化价值的园林，对重庆市具有有特殊纪念意义，或可以体现传统造园技艺。重庆市城市管理局从2020年上半年起开始普查，并于2022年1月公布了首批历史名园名单，包含17处园林和古迹，并于当月26日授牌。

## 入选条件
重庆市历史名园要求对象至少建成50年，并满足：
- 被公布为中国国家级、重庆市级或区县级文物保护单位；
- 或能体现重庆历史文化、传统民俗、建筑特色及其技艺价值；
- 或园内有重要历史文化价值的摩崖石刻、壁画、名人诗画镌刻等不可移动文物或艺术作品；
- 或有体现巴渝传统假山叠石技艺或理水技法特色水景；
- 或有5株以上古树名木；
- 或有30株以上树龄在50年以上的不可移动的体现传统盘扎技艺的树桩或桩景；
- 或能够体现重庆市在新中国创建过程中的重要历史记忆；
- 或园内有名人故居、纪念建筑以及与重大历史事件有关的或其他具有特殊历史文化意义的建（构）筑物；
- 或有包括作坊、商铺、厂房和仓库等能体现重庆市产业发展史特色的代表性建（构）筑物。

其中园龄时长可以在历史名园评选中加分。

## 第一批
| 园林名称     | 所在区县 | 建设年代     | 简介 | 图片                             |
| ------------ | -------- | ------------ | --- | -------------------------------- |
| 西山公园     | 万州区   | 1925年       | 最初由四川省军阀杨森用3万多银元修建，原名“万县商埠公园”，1926年为纪念万县惨案，改名“九·五公园”，1928年又为纪念北伐胜利，更名“中山公园”，最终于当年末定名“西山公园”。园内有西山钟楼、库里申科墓园、抗日阵亡将士纪念碑等历史文物。公园占地135亩。 |                                  |
| 鹅岭公园     | 渝中区   | 1909至1911年 | 最初为清末重庆商会首届会长云南商人李耀庭父子在佛图关东侧山岭的私家花园“礼园”，其后代于1950年将其捐赠国家，由西南军区司令部接收，后1958年移交市人民政府改建公园，定名“鹅岭公园”，文化大革命时期曾停止参观，于1972年恢复，2008年将佛图关公园并入。园内有澳大利亚公使馆、土耳其公使馆、丹麦公使馆、苏军烈士墓、辛亥革命十先烈纪念碑等历史文物。公园占地96.8亩。 |                                  |
| 重庆人民公园 | 渝中区   | 1921年       | 清朝时期现公园处原是重庆城内的三个高峰之一“巴山”的顶峰，有老巴渝十二景之首的“金碧流香”景观，1921年杨森任重庆商埠督办后兴建公园，是重庆城区第一座市民公园、连接重庆上下半城的主要通道之一，原因位于城中部，名“中央公园”，抗日战争陪都时期更名“中山公园”，郭沫若、茅盾、巴金等人曾常在此聚会，冼星海也曾在此办音乐会，解放后最终更名“重庆人民公园”，文化大革命期间被破坏，于1972至1988年间修复，又于2017至2018年改造。园内有四川革命先烈纪念碑、重庆消防人员殉职纪念碑、人民公园防空洞掩体等历史文物，其中四川革命先烈纪念碑是旧民主主义革命时期的重要见证；园内亦有重庆历史最长的茶馆之一“长亭茶园”。公园占地15.3亩。 | 公园内的重慶市消防人員殉職紀念碑 |
| 枇杷山公园   | 渝中区   | 1955年       | 前身为王陵基的私家宅院“王园”，解放后作为中共重庆市委机关驻地，1955年机关搬迁后修建公园，次年修盆景园，是重庆公园中最早建立的盆景专类园，曾接待过朱德、叶剑英、金日成、片山哲、诺罗敦·西哈努克亲王及其夫人等人物，2003、2011年先后被重庆市政府评为市规范化管理二级、一级达标公园，2007年开始免票开放，2019年改造。园内有红楼等历史文物，有红星亭、阜园、六角亭、迎翠廊等景点。公园占地86.4亩。 | 公园内的红星亭                   |
| 白帝城       | 奉节县   | 西汉末年     | 四川省重新确定公布的第一批省级文物保护单位、第一批重庆市文物保护单位、第六批全国重点文物保护单位之一，西汉末年割据蜀地的公孙述建，因一井常冒白气如白龙而名，后于唐代以前还建设了祭祀刘备的先主庙和祭祀诸葛亮的武侯祠，于1978年对外开放。园内有千米南宋白帝城城墙和明清时期的白帝庙，亦有多个朝代的文物。白帝城占地4.7平方公里。 |                                  |
| 白公祠       | 忠县     | 1630年       | 最初为明崇祯三年（1630年）忠州知州马易从修建，1987年对外开放，重庆市第三批市级文物保护单位、中国国家4A级旅游景区之一。现有全国重点文物保护单位丁房阙与无铭阙，重庆市文物保护单位白公祠古建筑群等历史文物，亦有三峡搬迁而来的老官庙、关帝庙、太保祠以及冯氏华表等古建筑，其中老官庙是渝东官式建筑的代表。白公祠占地110亩。 |                                  |
| 石宝寨       | 忠县     | 1573年       | 始建于明万历年间，原是接连云山的山寨，清康熙至同治年间曾多次扩建维修，1979年12月17日正式对外开放，2005年因三峡工程而筑堤保护成为水寨，中国第一批国家级风景名胜区、中国第五批重点文物保护单位、中国国家4A级旅游景区之一，有“世界上最大的江中盆景”“长江小蓬莱”之称。石宝寨占地50000平方米。 |                                  |
| 北碚公园     | 北碚区   | 1930年       | 最初由实业家卢作孚于1930年修建，因位于城区火焰山名“北碚火焰山公园”，后更名“北碚平民公园”，1950年北碚军管会文教部接管公园后最终更名“北碚公园”，2005年开放，是重庆市山地公园的代表，其中可望见缙云山、观音峡等景色。园内主要有清凉亭等历史文物。公园占地7.13公顷。 |                                  |
| 北温泉公园   | 北碚区   | 423年        | 前身是南朝刘宋景平元年之温泉寺，蒙哥攻打钓鱼城中炮后饮恨而终于此，后由卢作孚改为公园，原名“嘉陵江温泉公园”，2021年改造，属于缙云山风景名胜区。园内有温泉寺、数帆楼、柏林楼、竹楼、磐室、农庄等历史文物。公园包括北温泉景区核心区178亩、林地327.7亩、张飞古道108亩。 |                                  |
| 北山公园     | 大足区   | 1980年       | 得名于其所在大足城区之北千余米的北山坡，是大足城区第一座公园，最初892年唐代韦君靖修筑永昌寨形成公园雏形，现公园在原有基础上建成。公园由佛岩坡、北塔坡、望城坡、佛湾、桐子湾共三坡两弯组成。园内有永昌寨、北塔、蔡京碑等历史文物，亦有饶国梁烈士纪念碑、杨明照先生墓。入选名单后公园正在进行景观节点提档升级改造工程。公园占地597.15亩。 |                                  |
| 沙坪公园     | 沙坪坝区 | 1957年       | 前身为开明绅士杨若愚的私家花园，解放初期捐献政府，为沙坪坝区区委驻地，1956年改建开放，1992年香港远田有限公司在此投资，拆除原有中式园林并修建世界微缩景观园。园内有沙坪坝区解放沙坪坝先锋团驻地旧址、红卫兵墓园等历史文物。公园占地258亩。 |                                  |
| 凤山公园     | 铜梁区   | 1098年       | 前身为北宋绍圣五年（1098年）修建的文昌宫，于康熙四十四年（1705年）重建，民国18年（1929年）川军驻铜梁旅长游广居为公园题名“凤山公园”，后1959年建邱少云烈士纪念馆，2018年实施景观提质改造。园内有寿隆寺、郭汝瑰故居、冯玉祥故居、文昌宫残碑等历史文物。公园占地65.85亩。 |                                  |
| 合川人民公园 | 合川区   | 1956年       | 因合川城区原唯一公园瑞山公园在抗日战争期间被炸毁而另择地建设，1956年初布规划设计，1979年正式开放，2004年起免门票，国立第二中学曾于抗日战争期间在公园址内办学8年。园内有革命烈士纪念碑、抗日战争时期国立二中纪念亭等历史文物。公园占地108亩。 |                                  |
| 双桂堂       | 梁平区   | 1653年       | 清顺治十年（1653年）由破山海明禅师创建，因寺内植有两株桂树而得名，后历代有修缮，1982年经历一次较大修复后开放，全国重点保护寺庙、四川省第三批省级文物保护单位、第一批重庆市文物保护单位、第七批全国重点文物保护单位之一，是重庆少有的寺庙园林之一，有百余件文物。双桂堂占地120亩。 |                                  |
| 南山植物园   | 南岸区   | 1959年       | 最初是1927年留学法国的医生汪代玺购得重庆南山上的大片山地，其在上建立私家花园，称“汪家花园”；1930年重庆市警察局长、四川丝业公司总经理范崇实又在山上建“范家花园”；1959年成立南山公园将二园合并，南山植物园则于1999年正式设立。园内有苏联大使馆旧址、印度专员公署旧址、法国大使馆旧址、杜月笙公馆旧址、王陵基别墅旧址、西班牙使馆旧址等历史文物。公园占地350亩。 |                                  |
| 南温泉公园   | 巴南区   | 1927年       | 前身为明万历五年（1577年）修建的温泉寺，张恨水曾客居于此撰《巴山夜雨》，郭沫若曾于此吟出“浴罢温汤生趣满，花溪舟楫唤人回”之句，1909至1924年修景区，1952年正式命名“南温泉公园”。园内有林森别墅、孔祥熙官邸、南泉革命烈士陵园、曾公馆、林森浴室等多处抗日战争时期的私家宅邸和政府机构、文化单位等历史文物。公园占地795亩。 |                                  |
| 重庆动物园   | 九龙坡区 | 1953年       | 于1953年8月开始规划，始建于次年3月，原名“西区公园”，1995年正式开放，1960年最终更名为“重庆动物园”，公园和其中的金鱼馆曾分别受毛泽东、邓垦指示和关注。动物园占地670亩，有长颈鹿馆、熊猫馆、猩猩馆、虎山、扭角羚馆、鸟语林、大象房、野驴房、袋鼠苑等馆舍，截至2005年共展出动物167种。 |                                  |

## 相关制度
重庆市历史名园有《重庆市历史名园管理办法（试行）》之规定，此规定由重庆市城市管理局于2020年度第24次局长办公会议审议通过，2021年3月1日起正式实施，规定共19条，主要写明了重庆市历史名园管理原则为“科学命名、严格保护、专业管养、合理利用”，园林入选名单后，要求划定保护范围以红线管理，并设置历史名园保护标牌、建立相关信息库，且需要重点对其中历史文化、古树名木、体现传统造园技艺作品等进行保护和管理，还要求加大相关园林的宣传力度等内容。